# Pitucaltitla
Pitucaltitla är en ort i Mexiko.   Den ligger i kommunen Milpa Alta och delstaten Distrito Federal, i den sydöstra delen av landet, 27 km söder om huvudstaden Mexico City. Pitucaltitla ligger 2 613 meter över havet och antalet invånare är 111.
Terrängen runt Pitucaltitla är lite bergig, och sluttar norrut. Runt Pitucaltitla är det mycket tätbefolkat, med 2 431 invånare per kvadratkilometer. Närmaste större samhälle är Iztapalapa, 18,1 km norr om Pitucaltitla. I omgivningarna runt Pitucaltitla växer huvudsakligen savannskog.